# Лалка Берберова
Лалка Стоянова Берберова (болг. Лалка Стоянова Берберова), після одруження Добрева (болг. Добрева; нар. 11 червня 1965, Пловдив) — болгарська спортсменка, академічна веслувальниця, срібна призерка Олімпійських ігор з академічного веслування в двійці розпашних.

## Спортивна кар'єра
Лалка Берберова народилася в Пловдиві і займалася веслуванням у клубі «Тракія» (Пловдив).
1983 року дебютувала на міжнародній арені, зайнявши на молодіжному чемпіонаті світу п'яте місце у складі двійки розпашних і на дорослому чемпіонаті світу шосте місце у складі вісімки розпашних.
Розглядалася в числі кандидатів на участь в Олімпійських іграх 1984, але Болгарія разом з декількома іншими країнами соціалістичного табору бойкотувала ці змагання через політичні причини. Берберова виступила в альтернативній регаті Дружба-84, де завоювала срібну нагороду в вісімках розпашних.
На чемпіонаті світу 1985 року була шостою в двійках розпашних.
На чемпіонаті світу 1986 року була п'ятою у складі четвірки розпашних зі стерновою.
На Олімпійських іграх 1988 Берберова з Радкою Стояновою завоювала срібну медаль в двійках розпашних.
1989 року на чемпіонаті світу зайняла п'яте місце у складі четвірки розпашних і четверте у складі вісімки розпашних.
1992 року на Олімпійських іграх у складі болгарської четвірки парних і четвірки розпашних Берберова не потрапила до головного фіналу і фінішувала в обох видах на дев'ятому місці.

### Виступи на Олімпіадах
| Олімпіада      | Дисципліна                | Місце |
| -------------- | ------------------------- | ----- |
| Сеул 1988      | двійки розпашні (жінки)   | 2     |
| Барселона 1992 | четвірки розпашні (жінки) | 9     |
| Барселона 1992 | четвірки парні (жінки)    | 9     |

## Особисте життя
Була одружена з тренером збірної Болгарії Ненко Добревим.
Померла після нетривалої хвороби у віці 41 рік.